# ديبورا جوي كوري
ديبورا جوي كوري (بالإنجليزية: Deborah Joy Corey)‏ (1958)؛ روائية كندية.